# Galeria Sztuki Współczesnej Parnas
Galeria Parnas − galeria sztuki współczesnej powstała w Katowicach w 1993. Znajduje się przy ulicy Jana Kochanowskiego 10. Posiada swoją filię w wieżowcu Chorzowska 50.
W galerii prezentują swoje prace artyści śląscy, a także twórcy z Krakowa i Warszawy. Galeria specjalizuje się w prezentowaniu dzieł malarskich, grafik, rzeźb i szkła unikatowego. W filii przy ul. Chorzowskiej organizowane są wystawy indywidualne i zbiorowe (m.in. Renata Bonczar, Franciszek Starowieyski, Jadwiga Żołyniak, 10 Lat na Parnasie).
Właścicielami galerii są Stefan Szawica i Nina Rechowicz. Swoje prace wystawiali i wystawiają m.in. Jacek Gaja, Stanisław Kluska, Andrzej Pietsch, Adam Romaniuk, Janina Biała, Ferdynand Szypuła, Aleksandra Telka-Budka, Maria Hutton, Ewa Zawadzka, Józef Budka, Roman Kalarus, Dariusz Gajewski, Witold Pałka, Zygmunt Brachmański, Joan Miró, Marc Chagall, Andrzej Kacperek, Ireneusz Walczak.